# باد هاين
باد هاين (بالإنجليزية: Bud Heine)‏ هو لاعب كرة قاعدة أمريكي، ولد في 22 سبتمبر 1900 في إلميرا في الولايات المتحدة، وتوفي في 2 سبتمبر 1976 في فورت لودرديل في الولايات المتحدة.

## وصلات خارجية
- باد هاين على موقع دوري كرة القاعدة الرئيسي (الإنجليزية)
- باد هاين على موقعبيزبول رفرنس.كوم (الدوري الرئيسي) (الإنجليزية)
- باد هاين على موقعبيزبول رفرنس.كوم (الدوري الثانوي) (الإنجليزية)